# Космичко зрачење
Космичко зрачење је врста природног јонизујућег зрачење које стиже до површине Земље из космоса и састоји се од тзв. галактичког космичког зрачења и зрачења са Сунца. У енергетском опсегу од 10 12 -10 15 eV, космички зраци који досежу до ивице Земљине атмосфере се састоје од: ~ 50% протона, ~ 25% алфа честица, ~ 13% Ц/Н /О језгара, <1% електрона, <0,1% гама зрака
Свемир је прожет радиоактивним зрачењем различите врсте и порекла. Према претпоставкама научника у најранијој историји свемира није био материја какву данас познајемо, него се цела његова маса састојала заправо од зрачења.
Тек незнатан део космичког зрачења се пробија кроз Земљину атмосферу и њено магнетско поље и доспева до површине Земље. Један део скрене Земљино магнетско поље, а већина преосталог зрачења губи енергију у сударима приликом проласка кроз атмосферу. Тако настају и тзв. космички радионуклиди, али и права каскада секундарног зрачења, од којега знатан део продире у ниже слојеве атмосфере па и до саме површине Земље.

## Историја
Почетком 1900, француски физичар Анри Бекерел открио је да су одређени хемијски елементи нестабилни, и да се претварају у друге елементе, те да у том процесу, емитују „честице“. Ове „честице“ су добиле име „радијација“, а сам процес је назван „радиоактивно распадање“.
Прва истраживања непознате јонизујуће радијације извели су: Радефорд, Кук, Вулф, Гокел, Хес Колхерстер, Милкен, Боте и др. Њихова истраживања довела су до открића зрачења велике продорне моћи које потиче изван земље и њене атмосфере.
Физичари су након открића мерног инструмента, електроскопа, приметили да се и у одсуству радиоактивне материје наелектрисани електроскоп, затворен у оловни суд дебелих зидова, после извесног времена разелектрише, што по њима није била последица „цурења“ зрачења из неких елемената или хемијских процеса. Они су то објаснили постојањем тзв позадинског или природног зрачења.
У космичко порекло дела позадинског зрачења посумњало се на основу потврђених мерења која су показала да на висинама до 1.000 м постоји нешто мањи интензитет јонизације атома ваздуха, и да би се интензитет јонизације ваздуха много брже смањивао са повећањем висине, кад би се се узрок тих процеса налазио само на Земљи.
Истраживања космичког или позадинског зрачења први је започео 1912. аустријски физичар Виктор Франц Хес који је мерење нивоа радијације помоћу електроскопа вршио из балона на различитим висинама. Циљ ове Хесове студије био је да мерење зрачења обави на што већој удаљености електроскопа (мерног инструмента) од зрачења из земље (тла). Хес је, истраживања вршио на висини до 5.300 метара у свом балону, без боца за кисеоник. Том приликом утврдио је да се ниво зрачења повећава са надморском висином и да је оно три пута већа од оног на површини у нивоу мора. Ове резултате мерења тумачио је постојањем природног зрачење које у земљину атмосферу највероватније доспева из космоса. Како снага зрачења није зависила од доба дана или ноћи, Хес је закључио да оно не долази са Сунца, већ да је космичког порекла.
Када је потврђено да на већим висинама од 1.000 метара интензитет јонизације ваздуха нагло расте, више није било никакве сумње и научна јавност је прихватила да зрачење на висини има космичко порекло. Овој феномен Хес је назвао „висинско зрачење“. Термин је 1925. Милкен заменио новим који се и данас користи - „космичко зрачење“. За историјско откриће космичких зрака Виктор Франц Хес је награђен Нобеловом наградом, додуше тек после Првог светског рата.
Како је човек све више освајао космички простор, а он постао све више човекова животна средина
истраживања космичког зрачења су постала а и данас су све интересантнија и значајнија. Космичко зрачење се данас проучава помоћу разних инструмената-детектора (јонизационих комора, бројача, нуклеарних фотоемулзија итд), који се подижу на велике висине балонима, ракетама или космичким бродовима.
| „ | Са изградњом акцелератора, који могу да убрзају наелектрисане честице до енергије од стотине GeV, космичко зрачење изгубило је почетно значење у проучавању елементарних честица. Међутим они су и даље остали (и још дуго времена ће остати) једини извор честица са необично великим енергијама које се на Земљи не могу добити. Зато проучавање космичког зрачења није изгубило улогу као метода изучавања елементарних честица, њихових узајамних интеракција и трансформација при изузетно високим енергијама. | ” |

## Врсте зрачење из свемира
Дифузно електромагнетско зрачење које на Земљу долазе из свих делова Свемира састоји се од;
- (CMB) - космичког микроталасног позадинског зрачења,
- (CXB) - космичког позадинског Х зрачења,
- (CIB) - космичког инфрацрвеног позадинског зрачења,
- (COB) - светлосног позадинско космичко зрачење (енгл. cosmic optical background (COB)).

Од наведених компоненти зрачења, (CMB) зрачење је далеко највеће, са укупним интензитетом 996 nW/m2/steradian (nW = нановата, или 10-9 W; “steradian” је просторни угао који је отворен један радијан). Космичко инфрацрвено позадинско зрачење је укупног интензитета од 34 nW/m2/sr, док космичко инфрацрвено и светлосно позадинско космичко зрачење су заједно укупно интензитет нешто мање од 60 nW/m2/sr. Заједно инфрацрвено и светлосно позадинско зрачење представљају око 9% од интензитета (CMB) зрачења.

### Галактичко космичко зрачење
Извор космичког зрачења није сконцентрисан на једном месту (као што се у почетку мислило да је Сунце), већ то зрачење долази из целог космичког простора. Јонизујуће зрачење које доспева до Земље пристиже равномерно из свих праваца, настаје изван Сунчевог система, у процесима који још нису довољно познати. Интензитет тог зрачења не зависи од тог да ли је дан или ноћ, као ни од годишњег доба. Типичне енергије 100 до 10.000 MeV искључују могућност да је то зрачење настало изван наше галаксије. Но, има и зрачења знатно веће енергије, али је њихов удео у укупном зрачењу утолико мањи уколико им је енергија већа. Малобројне честице којима је енергија на милијарде пута већа од типичних вредности могле би да потичу и из других галаксија.
Примарно галактичко зрачење се састоји углавном од протона. Сви природних елемената у периодном систему су присутни у космичким зрацима, у приближно истом проценту као што се јављају у соларном систему. Али постоје разлике у детаљима као „отисак прста“ које зависе од извора космичког зрачења.
Око 90% космичког зрачења чине језгара водоника (протони), око 9% хелијума (алфа честице), док сви остале елементе чине само 1%. Чак и у овом једном проценту постоје веома ретки елементи и изотопи.
Електрони и алфа честице учествују сваки са око 5%, а гама зраци још мање. Атомско језгрео осталих елемената (тешки јони) заједно не чине једва 1% али због велике енергије њихов допринос озрачењу није сасвим занемарљиво (најзначајнија су језгра гвожђа). Космички зраци скрећу у магнетском пољу Земље и интензитет тог зрачења зависи од географске ширине тог места на Земљи. Тиме је доказано да су у саставу космичког зрачења наелектрисане честице.

### Зрачење са Сунца
Осим светлости и других безопасних електромагнетских таласа, са Сунца нам стиже и непрекидан ток јонизујућег зрачења, претежно протона, које се често назива „Сунчевим ветром ". Интензитет процеса на Сунцу мења се у циклусима од око 11 година. У време повећане Сунчеве активности нагло расте и број честица и њихова енергија; појаве као што су тзв. бљескови могу изазвати праву кишу зрачења које траје дан или два. Но, промене у магнетском пољу, везане уз те соларне активности, истовремено ометају ток галактичког космичког зрачења, тако да је укупно озрачење при тлу земље мање за време тих активности неголи у мирнијим периодима.
Енергија јонизујућег зрачења са Сунца знатно је мања од галактичке (обично испод 1 MeV, а и приликом појачане Сунчеве активности тек изузетно премашује 100 MeV), па је и њихов допринос озрачења површине Земље мали, иако је укупна енергија Сунчевог зрачења пре уласка у атмосферу већа од галактичког, захваљујући бројности честица. Зато то зрачење може бити опасно за свемирске летове, посебно у време максималне соларне активности.

## Космичко зрачење на површини земље
У природи постоје две основне врсте космичког зрачења: примарно и секундарно. Изнад отприлике 25 километара надморске висине преовладава примарно зрачење из свемира. Испод те приближне границе, дакле у целом подручју у којем људи бораве (укључујући и летове авионом), већи значај има секундарно зрачење које од примарног прелази у секундарно у сударима са молекулима ваздуха. Хипотезе о пореклу космичког зрачења углавном се заснивају на подацима о примарним космичким честицама: енергији, саставним компонентама, просторном распореду, интензитету итд.
Једна примарна честица од око билион MeV (какве нису претерано ретке, будући да су откривени и зраци сто пута веће енергије) може произвести десетак хиљада секундарних честица у ланцу нуклеарних реакција и распада који се протежу до површине Земље.

### Примарно космичко зрачење
Примарно космичко зрачење јавља се на висинама изван атмосфере Земље и чине га претежно језгра атома лаких хемијских елемената. То су углавном протони, језгра атома хелијума, литијума, берилијума, бора, угљеника, азота итд. Пронађена су и језгра атома хемијских елемената средњег дела Периодног система елемената (нпр гвожђе).
Просечна енергија честица примарног космичког зрачења је око 10 GeV. Међутим, доказано је да постоје и честице са енергијом и до 1011 GeV.
Сматра се да у примарном космичком зрачењу наелектрисане честице добијају велику енергију услед убрзања која оне стичу у џиновским електромагнетским пољима звезда и Сунца или у резултантном електромагнетском пољу тих небеских тела. Кад наелектрисане честице достигну изузетно велику брзину (енергију), оне излећу из сфере деловања тих поља у космичка пространства. С обзиром на то да је реч о магнетским пољима космичких размера, честице се распоређују кроз космички простор, тако да не постоје посебно привилеговани правци њиховог кретања. Утврђена је приближно равномерна расподела у делу космичког простора који је до сада проучен.

### Секундарно космичко зрачење
Секундарно космичко зрачење настаје као интеракција примарног космичког зрачења са молекулима (атомима) Земљине атмосфере. На висинама мањим од 20 km, практично постоји само секундарно космичко зрачење, које углавном и доспева на Земљу. У саставу секундарног космичког зрачења постоје две основне компоненте: тврда и мека.
- Меку компоненту секундарног космичког зрачење Земље, чини лавина електронско-позитронских парова и фотони који се појављују као резултат распада неутралног пиона (π0 - мезон: π0 → γ + γ) и наглог кочења (заустављања) брзих електрона, приликом проласка поред језгра атома ваздуха. Пролазећи поред атомског језгра, γ-фотон се трансформише у електронско-позитронски пар. Заустављање тих честица доводи поново до образовања γ-фотона итд Процеси образовања електронско позитронских парова и γ-фотона наизменично се смењују, све док енергија γ-фотона не постане недовољна за образовање тих електронско-позитронских парова. Пошто је енергија првонасталог γ-фотона веома велика, може се појавити велики број генерација секундарних честица, али са све мањом и мањом енергијом. Пошто просечна енергија честица меке компоненте секундарног космичког зрачења није велика, оне се готово потпуно апсорбују (заустављају) оловом дебљине 10 cm.
- Тврду компоненту секундарног космичког зрачења Земље, углавном чине миони. Они претежно настају у горњим слојевима атмосфере приликом распада наелектрисаних пиона:

Назив „тврда“ потиче од тога што ова компонента има велику продорну моћ. Олово дебљине и неколико десетина сантиметара је не може потпуно зауставити (апсорбовати).

### Дозе космичког зрачења
Космичко зрачење је врста природног јонизујућег зрачење које стиже до површине Земље из космоса и састоји се од тзв. галактичког космичког зрачења и зрачења са Сунца. У енергетском опсегу од 10 12 -10 15 eV, космички зраци који досежу до ивице Земљине атмосфере се састоје од: ~ 50% протона, ~ 25% алфа честица, ~ 13% Ц/Н /О језгара, <1% електрона, <0,1% гама зрака
Свемир је прожет радиоактивним зрачењем различите врсте и порекла. Према претпоставкама научника у најранијој историји свемира није био материја какву данас познајемо, него се цела његова маса састојала заправо од зрачења.
Тек незнатан део космичког зрачења се пробија кроз земљину атмосферу и њено магнетско поље и доспева до површине Земље. Један део скрене Земљино магнетско поље, а већина преосталог зрачења губи енергију у сударима приликом проласка кроз атмосферу. Тако настају и тзв. космички радионуклиди, али и права каскада секундарног зрачења, од којега знатан део продире у ниже слојеве атмосфере па и до саме површине Земље.
| Извор зрачења                             | Ефективна средња годишња доза | Ефективна уобичајена годишња доза |
| ----------------------------------------- | ----------------------------- | --------------------------------- |
| Директно јонизујућа и фотонска компонента | 0,28                          |                                   |
| Неутронска компонента                     | 0,10                          |                                   |
| Космогени радионуклиди                    | 0,01                          |                                   |
| Укупно космичко и космогено зрачење       | 0,39                          | 0,3—1,0.                          |

### Космички радионуклиди
Радионуклид јесте нуклид односно атом са дефинисаним атомским бројем, атомском масом и енергетским стањем, који је радиоактиван. Кад говоримо о природном зрачењу разликујем две врсте радионуклида; радионуклиде који потичу из космоса и радионуклиде увек присутне на земљи.